# Notoncus ectatommoides
Notoncus ectatommoides is een mierensoort uit de onderfamilie van de schubmieren (Formicinae). De wetenschappelijke naam van de soort is voor het eerst geldig gepubliceerd in 1892 door Auguste Forel.
Forel beschreef de soort oorspronkelijk als Camponotus ectatommoides. Carlo Emery bracht ze in 1895 onder in het nieuwe geslacht Notoncus.